# James Keir Hardie

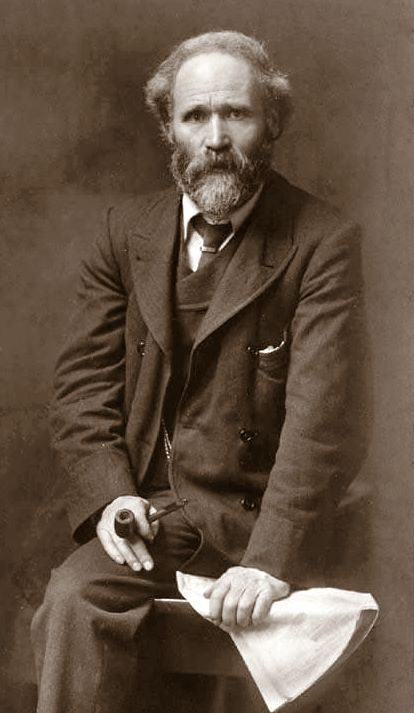
James Keir Hardie

James Keir Hardie (Lanarkshire, 15 augustus 1856 - 25 september 1915) was een Engels Labour-politicus, pacifist en christen.

## Levensloop
James Keir Hardie kwam uit een extreem arme familie. Hij vond reeds op zeer jonge leeftijd werk als bezorger. Na het overlijden van zijn zieke broertje in januari 1866 werd hij door zijn baas ontslagen omdat hij te laat op zijn werk verscheen. Zijn moeder leerde hem uiteindelijk lezen en schrijven in de avonduren. Hij vond werk in een mijn en werkte 12 uur per dag. Spoedig zag hij de mensonterende toestanden waarin de arbeiders hun werk moesten verrichten en Hardie begon voor de vakbond te werken.
In 1886 werd Hardie secretaris van de plaatselijke vakbond. In 1887 gaf hij een krant uit, The Miner ('De mijnwerker'), later The Labour Leader ('De arbeidersleider') genaamd. Hij sloot zich aan bij de Liberale Partij van Gladstone. Spoedig werd hij socialist en was onafhankelijk socialistisch kandidaat voor de lagerhuisverkiezingen. In 1892 werd hij in het Britse lagerhuis gekozen. Hoewel hij een ongodsdienstige opvoeding had genoten, bekeerde hij zich in 1897 tot het christendom. Het christelijk geloof en zijn socialisme waren de grondslagen van zijn politiek en maatschappelijk handelen. Hardie sloot zich aan bij de Christian Socialist Movement en werd christen-socialist.
Hij keerde zich tegen het Hogerhuis (het erfelijk adellijk lidmaatschap van het Huis) en het salaris van parlementsleden (die moesten daarnaast volgens Hardie een gewone baan hebben; parlementariër zijn was in zijn ogen het land dienen). Hij steunde het vrouwenkiesrecht, hogere belastingen voor mensen met een hoog inkomen en de vakbonden. Voor die laatste maakte hij reizen door Europa en woonde hij congressen bij. In 1893 assisteerde hij bij de oprichting van de Independent Labour Party (ILP). In 1903 vormden de ILP, de Fabian Society en de Christian Socialist Movement samen de Labour Party, dat overigens slechts een los verband was - er was vaak ook weinig sprake van harmonie tussen de leden. Keir Hardie werd lid van het hoofdbestuur. 
In 1910 werd Hardie fractievoorzitter van de Labour Party. Na het uitbreken van de Eerste Wereldoorlog nam hij een pacifistische houding aan. Hij bekritiseerde Labour-leiders die zitting namen in het Oorlogskabinet. Hardie liep voorop in vredesdemonstraties. Door velen, ook zijn vroegere kameraden, werd hij gezien als een 'verrader' en 'onvaderlandslievend.'